# Диас, Хуан Мартин
Хуан Мартин Диес (исп. Juan Martín Díez, 2 сентября 1775, Кастрильо-де-Дуэро, Кастилия и Леон — 20 августа 1825, Роа, Кастилия и Леон), больше известный под прозвищем Эмпесинадо (упрямый) (исп. el Empecinado) — испанский военный деятель, прославленный герой-партизан войны против наполеоновских захватчиков 1808—1814 годов, генерал, участник Испанской революции 1820—1823 годов.

## Биография
Родился 5 сентября 1775 года в деревне Кастрильо-де-Дуэро, провинции Вальядолид в зажиточной крестьянской семье. О военной карьере мечтал с юных лет. В 1793—1795 годах участвовал в войне против революционной Франции.
В 1796 году Диас женился на Каталине де ла Фуэнте и поселился в городке Фуэнтесен провинции Бургос. До 1808 года занимался сельским хозяйством, в основном виноградарством.

### Борьба против французских захватчиков в 1808—1814 годах
В 1808 году Диас зарезал французского солдата, изнасиловавшего жительницу Фуэнтесена. Вскоре он организовал из своих друзей и родственников вооруженный отряд. Участвовал в битвах при Кабесоне (12 июня) и при Медина-де-Риосеко (14 июля). После поражений испанцев в этих сражениях Диас решил перейти к партизанской тактике. На протяжении второй половины 1808 года Диас вёл успешные партизанские действия в Аранда-де-Дуэро, Сепульведа, Педрасе и по всему бассейну реки Дуэро.
В 1809 году Хуан Мартин Диас был произведён в капитаны. Тогда же он осуществил успешные партизанские рейды через горы Сьерра-де-Гредос в окрестности городов Авила и Саламанка, а также в провинции Куэнка и Гвадалахара.
Ущерб, нанесенный партизанами Эмпесинадо французской армии, был достаточно значителен. Генералу Жозефу Леопольду Сигисберу Гюго (отец писателя Виктора Гюго) был поручено уничтожить или захватить Диаса. Гюго приказал арестовать родственников Диаса, в том числе и его мать, в качестве заложников. В ответ Диас пригрозил казнить сотню пленных французов. Вскоре его родственники были отпущены.
В 1810 году Диас был безуспешно осажден французами в замке в окрестностях Сьюдад-Родриго. В 1811 году под командованием Диаса уже находилось 6 тысяч гусар.
В 1813 году Диас участвовал в обороне Алькала-де-Энарес и в боях у моста Сулема на реке Энарес, где его войска разбили французов, вдвое превосходивших их по численности.
В 1814 году Диасу и его семье было даровано дворянство, а сам он получил право официально носить прозвище Эмпесинадо.

### Участие в революции 1820—1823 годов и гибель
За прошение королю Фердинанду VII о восстановление кортесов и Конституции 1812 года Диас был сослан в Вальядолид.
В 1820 году Диас поддержал революции, организованную Рафаэлем Риегой, и участвовал в боях против королевских войск. Вскоре он был назначен военным губернатором Саморы и произведен в генерал-капитаны. В 1822 году Диас подавлял роялистские мятежи на севере Испании.
В 1823 году сражался против французских интервентов, но после того, как стало ясно, сопротивление бессмысленно, Диас со своими сторонниками бежал в Португалию. Однако, после амнистии, объявленной королем, он решил вернуться на родину. Но на границе Диас был арестован роялистами и отправлен в тюрьму.
Диаса, заключенного в клетку, несколько раз выносили на площадь города Роа, где толпа осыпала его оскорблениями и закидывала камнями.
Хуан Мартин Диас был повешен 20 августа 1825 года.
На русском языке встречаются сведения, что на месте казни Диас вступил в схватку с палачом и был заколот штыками солдат.

## В искусстве
Портрет Хуана Мартина Диас был написан Франсиско Гойя.
Об участии Диаса в революции 1820—1823 годов рассказывает роман испанского писателя Бенито Перес Гальдоса «Juan Martín el Empecinado» из цикла «Национальные эпизоды».
Персонаж Диаса появляется в первой серии испанского фантастического сериала «Министерство времени».